# Anne Bancroft
Pour les articles homonymes, voir Italiano (homonymie) et Bancroft.
Ne pas confondre avec l'exploratrice Ann Bancroft.
Anna Maria Louisa Italiano, dite Anne Bancroft, née le 17 septembre 1931 à New York et morte le 6 juin 2005 dans la même ville, est une actrice et réalisatrice américaine. Respectée pour ses prouesses d'actrice et sa polyvalence, elle a reçu un Oscar, trois BAFTA, deux Golden Globes, deux Tony Awards, deux Primetime Emmy Awards, et le prix d'interprétation féminine du Festival de Cannes,. Elle est l'une des 24 personnes (dont 15 actrices) à avoir obtenu la triple couronne de l'acteur (en).
Associée à la technique de la « Méthode », ayant étudié auprès de Lee Strasberg à l'Actors Studio, Bancroft fait ses débuts au cinéma dans le thriller noir Troublez-moi ce soir en 1952, puis apparaît dans 14 autres films au cours des cinq années suivantes. En 1958, elle fait ses débuts à Broadway avec la pièce Deux sur la balançoire, remportant le Tony Award du meilleur second rôle féminin dans une pièce. L'année suivante, elle incarne Anne Sullivan dans la production originale de Broadway de Miracle en Alabama, remportant le Tony Award de la meilleure actrice dans une pièce. À la suite de son succès continu sur scène, sa carrière cinématographique est relancée lorsqu'elle est choisie pour l'adaptation cinématographique acclamée de Miracle en Alabama (1962) pour laquelle elle remporte l'Oscar de la meilleure actrice. Sa carrière cinématographique progresse encore avec des rôles nommés aux Oscars dans Le Mangeur de citrouilles (1964), Le Lauréat (1967), Le Tournant de la vie (1977), et Agnès de Dieu (1985).
Elle continue à jouer dans la seconde moitié de sa vie, avec des rôles de premier plan dans Elephant Man (1980), To Be or Not to Be (1983), À la recherche de Garbo (1984), 84 Charing Cross Road (1987), Torch Song Trilogy (1988), Week-end en famille (1995), À armes égales (1997), De grandes espérances (1998), et Il suffit d'une nuit (2000). Elle a reçu plusieurs nominations aux Primetime Emmy Awards, notamment pour les téléfilms Broadway Bound (en) (1992), Deep in My Heart (en) (1999), pour laquelle elle l'a remporté, et The Roman Spring of Mrs. Stone (en) (2003). Elle meurt en 2005, à l'âge de 73 ans, des suites d'un cancer de l'utérus. Elle était mariée au réalisateur, acteur et écrivain Mel Brooks, avec qui elle a eu un fils, l'auteur Max Brooks.

## Biographie
Anna Maria Louisa Italiano est née le 17 septembre 1931 à New York, dans le quartier du Bronx, dans une famille d'immigrés italiens. Après des études scientifiques qui devaient la destiner au métier de laborantine, elle débute à la télévision (CBS) sous le nom de Anne Marno.
Engagée par Darryl Zanuck pour la 20th Century Fox, elle débute au cinéma en 1952 dans Troublez-moi ce soir de Roy Ward Baker aux côtés de Marilyn Monroe et Richard Widmark.
En 1963, elle obtient l'Oscar de la meilleure actrice pour son rôle dans Miracle en Alabama (absente de la cérémonie, elle laisse Joan Crawford le récupérer en son nom).
En 1964, elle épouse Mel Brooks, avec qui elle tourne plusieurs films, notamment To Be or Not to Be en 1983 ou Dracula, mort et heureux de l'être en 1995 aux côtés de Leslie Nielsen.
Elle est connue du public, entre autres, pour son rôle de Mrs. Robinson dans le film Le Lauréat (1967) de Mike Nichols, au côté d’un débutant du nom de Dustin Hoffman. Elle a aussi marqué les esprits en tenant le premier rôle féminin d'Elephant Man de David Lynch, et en jouant la mère juive (et envahissante) de Harvey Fierstein dans Torch Song Trilogy.

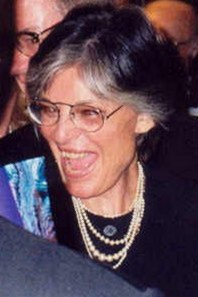
Anne Bancroft lors de la cérémonie des Emmy Awards (1987).

Elle meurt le 6 juin 2005 d'un cancer de l'utérus à l'Hôpital du Mont Sinaï, à New York. Peu avant sa mort, elle a eu l'occasion d'enregistrer ses dialogues pour le personnage de Sedessa dans le film d'animation Delgo qui sort dans les salles trois ans plus tard.

## Filmographie sélective

### Actrice

#### Années 1950
- 1952 : Troublez-moi ce soir (Don't bother to knock) de Roy Ward Baker
- 1953 : Les Plus grandes vedettes du monde (en) (Tonight We Sing) de Mitchell Leisen
- 1953 : Le Trésor du Guatemala (The Treasure of The Golden Condor) de Delmer Daves
- 1953 : The Kid from Left Field de Harmon Jones
- 1953 : Les Gladiateurs (Demetrius and the Gladiators) de Delmer Daves
- 1954 : Par le feu et par l'épée (The Raid) de Hugo Fregonese
- 1954 : Panique sur la ville (Gorilla at Large) de Harmon Jones
- 1955 : A Life in the Balance (en) de Harry Horner et Rafael Portillo (en)
- 1955 : New York confidentiel (New York Confidential) de Russell Rouse
- 1955 : Le Roi du racket (en) (The Naked Street) de Maxwell Shane
- 1956 : La Charge des tuniques bleues (The Last Frontier) d'Anthony Mann
- 1956 : L'Homme de San Carlos (Walk The Proud Land) de Jesse Hibbs
- 1957 : Poursuites dans la nuit (Nightfall) de Jacques Tourneur
- 1957 : La Ville de la vengeance (The Restless Breed) d'Allan Dwan
- 1957 : La Fille aux bas noirs (The Girl in Black Stockings) d'Howard W. Koch

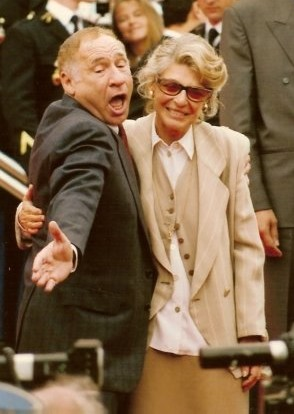
Anne Bancroft avec Mel Brooks au festival de Cannes 1991.

#### Années 1960
- 1962 : Miracle en Alabama (The Miracle Worker) d’Arthur Penn
- 1964 : Le Mangeur de citrouilles (The Pumpkin Eater) de Jack Clayton
- 1965 : Trente Minutes de sursis (The Slender Thread) de Sydney Pollack
- 1966 : Frontière chinoise (Seven Women) de John Ford
- 1967 : Le Lauréat (The Graduate) de Mike Nichols

#### Années 1970
- 1972 : Les Griffes du lion (Young Winston) de Richard Attenborough
- 1974 : Le shérif est en prison (Blazing Saddles) de Mel Brooks
- 1975 : Le Prisonnier de la Seconde Avenue (The Prisoner of Second Avenue) de Melvin Frank : Edna
- 1975 : L'Odyssée du Hindenburg (The Hindenburg) de Robert Wise
- 1976 : La Dernière Folie de Mel Brooks (Silent movie) de Mel Brooks
- 1976 : Viol et Châtiment (Lipstick) de Lamont Johnson
- 1977 : Le Tournant de la vie (The Turning Point) de Herbert Ross
- 1977 : Jésus de Nazareth (Gesù di Nazareth - Jesus of Nazareth) de Franco Zeffirelli

#### Années 1980
- 1980 : Elephant Man (The Elephant Man) de David Lynch
- 1982 : Marco Polo de Giuliano Montaldo (TV)
- 1983 : To Be or Not to Be d'Alan Johnson
- 1984 : À la recherche de Garbo (Garbo Talks) de Sidney Lumet
- 1985 : Agnès de Dieu (Agnes of God) de Norman Jewison
- 1986 : Goodnight Mother ('Night, Mother), de Tom Moore : Thelma Cates
- 1987 : 84 Charing Cross Road de David Hugh Jones
- 1988 : Torch Song Trilogy de Paul Bogart
- 1989 : Bert Rigby, You're a Fool de Carl Reiner

#### Années 1990
- 1992 : Lune de miel à Las Vegas (Honeymoon in Vegas) d'Andrew Bergman
- 1992 : Love Potion de Dale Launer
- 1992 : En route pour Manhattan (en) (Broadway Bound) de Paul Bogart
- 1993 : Nom de code : Nina (The Assassin) de John Badham
- 1993 : Malice de Harold Becker
- 1993 : Mr. Jones de Mike Figgis
- 1995 : Le Patchwork de la vie (How to Make an American Quilt) de Jocelyn Moorhouse
- 1995 : Week-end en famille (Home for the Holidays) de Jodie Foster
- 1995 : Dracula, mort et heureux de l'être (Dracula: Dead and Loving It) de Mel Brooks
- 1995 : Sunchaser (The Sunchaser) de Michael Cimino
- 1996 : Les Enfants perdus (Homecoming) de Mark Jean (TV)
- 1997 : À armes égales (GI Jane) de Ridley Scott
- 1997 : Critical Care de Sidney Lumet
- 1997 : De grandes espérances (Great Expectations) d'Alfonso Cuarón
- 1997 : Fourmiz (Antz), (Voix), d’Eric Darnell et Tim Johnson

#### Années 2000
- 2000 : Il suffit d'une nuit (Up at the Villa) de Philip Haas
- 2000 : Au nom d'Anna (Keeping the Faith) d’Edward Norton
- 2001 : Beautés empoisonnées (Heartbreakers) de David Mirkin
- 2008 : Delgo (voix) de Marc F. Adler et Jason Maurer

### Réalisatrice
- 1980 : Fatso (en)

## Théâtre
- 1958 : Deux sur la balançoire de William Gibson, mise en scène d’Arthur Penn, avec Henry Fonda à Broadway, (New York)

## Récompenses et nominations
- Oscars :
  - 1963 : Oscar de la meilleure actrice pour Miracle en Alabama
  - 1965 : Nomination à l'Oscar de la meilleure actrice pour Le Mangeur de citrouilles
  - 1967 : Nomination à l'Oscar de la meilleure actrice pour Le Lauréat
  - 1977 : Nomination à l'Oscar de la meilleure actrice pour Le Tournant de la vie
  - 1986 : Nomination à l'Oscar de la meilleure actrice pour Agnès de Dieu
- Tony Awards
  - 1958 : Tony Award du meilleur second rôle féminin dans une pièce pour Two for the Seesaw (Deux sur la balançoire) de William Gibson, mise en scène d'Arthur Penn
  - 1960 : Tony Award de la meilleure actrice dans une pièce pour The Miracle Worker (Miracle en Alabama) de William Gibson, mise en scène d'Arthur Penn
  - 1978 : Nomination au Tony Award de la meilleure actrice dans une pièce pour Golda
- 1962 - Prix d'interprétation à Saint-Sébastien pour Miracle en Alabama
- Festival de Cannes 1964 : Prix d'interprétation féminine pour Le Mangeur de citrouilles
- 1965 : Golden Globe de la meilleure actrice dans un film dramatique pour Le Mangeur de citrouilles
- 1968 : Golden Globe de la meilleure actrice dans un film musical ou une comédie pour Le Lauréat
- BAFTA :
  - 1963 : BAFTA de la meilleure actrice étrangère dans un rôle principal pour Miracle en Alabama
  - 1965 : BAFTA de la meilleure actrice étrangère dans un rôle principal pour Le Mangeur de citrouilles
  - 1969 : Nomination au BAFTA de la meilleure actrice dans un rôle principal pour Le Lauréat
  - 1973 : Nomination au BAFTA de la meilleure actrice dans un rôle principal pour Les Griffes du lion
  - 1976 : Nomination au BAFTA de la meilleure actrice dans un rôle principal pour Le Prisonnier de la seconde avenue
  - 1979 : Nomination au BAFTA de la meilleure actrice dans un rôle principal pour Le Tournant de la vie
  - 1988 : BAFTA de la meilleure actrice dans un rôle principal pour 84 Charing Cross Road

## Voix françaises
| - Nadine Alari dans : - Frontière chinoise - Les Griffes du lion - L'Odyssée du Hindenburg - Elephant Man - À armes égales - Paule Emanuele dans : - Le Tournant de la vie - Malice - Mr. Jones - Le Patchwork de la vie - Beautés empoisonnées - Nelly Benedetti dans : - Le Trésor du Guatemala - Les Gladiateurs - La Charge des Tuniques bleues | - Danielle Volle dans : - Agnès de Dieu - Nom de code : Nina et aussi - Anne Rondeleux dans Le Raid (doublé en 1988) - Claire Guibert dans Trente minutes de sursis - Rosy Varte dans Le Lauréat - Michèle Bardollet dans Jésus de Nazareth (mini-série) - Florence Giorgetti dans To Be or Not To Be - Martine Sarcey dans Goodnight Mother - Régine Blaess dans Torch Song Trilogy - Françoise Fleury dans Lune de miel à Las Vegas - Frédérique Cantrel dans Dracula, mort et heureux de l'être - Catherine Sola dans De grandes espérances - Annie Bertin dans Fourmiz (voix) - Evelyn Séléna dans Au nom d'Anna - Véronique Desmadryl dans Delgo (voix) |